# Onondaga (jezioro)

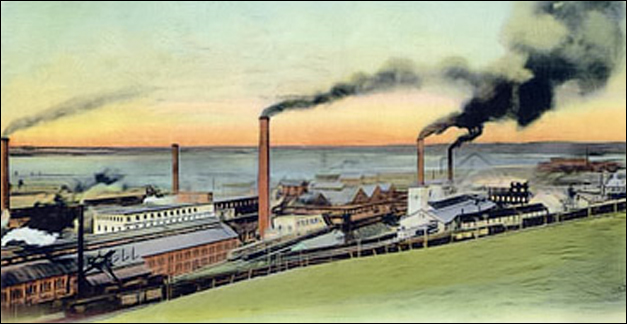
Zakłady Solvay nad jeziorem Onondaga, ok. 1900

Onondaga (ang. Lake Onondaga) – jezioro w Stanach Zjednoczonych.
W latach 70. XX w. uznawane było za jedno z najbardziej zanieczyszczonych zbiorników na terenie Stanów Zjednoczonych. Od tego czasu trwa akcja oczyszczania jeziora.

## Geografia
Jezioro Onondaga leży w hrabstwie Onondaga w centrum najbardziej uprzemysłowionego obszaru regionu Central New York w stanie Nowy Jork w Stanach Zjednoczonych, na północ od Syracuse. Rozciąga się z północnego zachodu na południowy wschód. Ma 7,4 km długości i 1,6 szerokości. Zajmuje powierzchnię 12 km². Jego średnia głębokość to ok. 10 m, a w najgłębszym miejscu jezioro sięga 19 m głębokości.
Jego zlewnia zajmuje 738 km². Główne rzeki zasilające jezioro to Nine Mile Creek i Onondaga Creek, które dostarczają około 70% całkowitego rocznego przepływu wody do jeziora. Do jeziora odprowadzone są również wody z oczyszczalni ścieków Hrabstwa Onondaga – Metropolitan Syracuse Sewage Treatment Plant (METRO), stanowiące 20% (30% latem) wód spływających do zbiornika.
Żadne inne jezioro w Stanach Zjednoczonych nie otrzymuje tak dużej ilości dopływu, jak oczyszczone ścieki.  Inne dopływy, w tym Ley Creek, rzeka Seneca, Harbour Brook, Sawmill Creek, Tributary 5A i East Flume, dostarczają pozostałe 10% wody dopływającej do jeziora. Dopływy wypłukują jezioro około cztery razy w roku.  Jezioro Onondaga jest wypłukiwane znacznie szybciej niż większość innych jezior. Jezioro płynie na północny zachód [8] i wpada do rzeki Seneca, która łączy się z rzeką Oneida, tworząc rzekę Oswego, i ostatecznie trafia do jeziora Ontario.
Jezioro leży w zasięgu klimatu kontynentalnego, na który duży wpływ ma bliskość geograficzna Wielkich Jezior.

## Historia
Nad jeziorem Onondaga Indianie z terenów na wschód od Wielkich Jezior i na południe od Rzeki św. Wawrzyńca zawiązali ligę plemion Irokezów, a brzegi jeziora stały się ich głównym ośrodkiem. Pierwszym Europejczykiem, który dotarł do jeziora, był francuski podróżnik Samuel de Champlain (1570–1635). W 1654 roku w okresie zawieszenia broni w walkach z Irokezami nad jeziorem powstała niewielka osada jezuicka Ste. Marie de Gannentaha. Jezuitom przypisuje się odkrycie słonych źródeł w pobliżu ujścia Onondaga Creek.
Osadnicy z Europy zaczęli osiedlać się na ziemiach wokół jeziora w XVII–XVIII w. W XIX w. po stronie zachodniej zaczęła rozwijać się produkcja soli na potrzeby przemysłu (węglanu sodu), po stronie północno-zachodniej powstała baza turystyczna.
W XX w. tereny na zachodnim brzegu jeziora zostały silnie zindustrializowane – m.in. powstały zakłady produkcji stali, farmaceutyków i sprzętu gospodarstwa domowego.

## Zanieczyszczenie
Od początku osadnictwa do zbiornika odprowadzano nieczystości, ścieki miejskie i przemysłowe. Ścieki przemysłowe charakteryzowały się dużą zawartością pestycydów, metali ciężkich, ołowiu, kobaltu i przede wszystkim rtęci. Z powodu zanieczyszczenia wody, w 1940 roku wprowadzono zakaz pływania w jeziorze.
Pierwsze działania na rzecz czystszej wody podjęto w późnych latach 50. XX w., kiedy rozpoczęto budowę oczyszczalni ścieków, ukończonej w 1960 roku. Na początku lat 70. XX w., podczas przeprowadzonych wówczas badań, stwierdzono wysokie stężenie rtęci w mięsie ryb i w 1972 roku wprowadzono zakaz rybołówstwa.
Jezioro uznawane było wówczas za jedno z najbardziej zanieczyszczonych zbiorników na terenie Stanów Zjednoczonych, głównie z powodu zanieczyszczeń spływających za sprawą Ley Creek – jednej z mniejszych rzek wpływających do zbiornika. W latach 80. XX w. do rzeki dostał się fosfor z zakładów produkujących świece oraz płyn do odladzania samolotów z pobliskiego lotniska. Wiele zanieczyszczeń chemicznych pochodziło z zakładów chemicznych Solvay SA, które zostały przejęte przez koncern Honeywell, któremu po zamknięciu zakładów zostało powierzone oczyszczanie jeziora. Wiele zanieczyszczeń zostało usuniętych przy pomocy metody bagrowania.